# Wuhling
Wuhling war eine deutsche Noise-Rock-Band der 1990er Jahre aus Berlin.

## Geschichte
Die Sängerin und Gitarristin Anne Rolfs und der Schlagzeuger Frank Neumeier begannen ihre musikalische Zusammenarbeit 1993. Rolfs galt in der Independent-Szene als Newcomerin, während Neumeier bereits Erfahrung als Drummer von Caspar Brötzmann Massaker hatte. Ihre erste 7″-Single Der Ort erschien 1994 als dritte Platte überhaupt beim Berliner Label Kitty-Yo. Kurz nach den Aufnahmen für diese Single verließ die Bassistin Vicki Schmatolla die Band. Nachdem Rolfs und Neumeier längere Zeit vergeblich nach einem passenden neuen Bassisten gesucht hatten, entschlossen sie sich, ihr erstes Album Spacebeige zu zweit aufzunehmen. Dazu gingen sie im April 1995 in das Black Box-Tonstudio von Iain Burgess nach Frankreich, wo Peter Deimel die Aufnahmen produzierte.
Das entstandene Tape hörte Heike Marie Rädeker, Bassistin bei 18th Dye, und schloss sich im Mai 1995 Wuhling an. In der neuen Besetzung nahm die Band bald darauf die zweite Single Mondsound / Dimdedimde im Vielklang-Studio in Berlin auf. Die Aufnahme wurde von Bruno Gebhard produziert, Aufnahmeleiter bei Caspar Brötzmann. Diese Single bewegte das amerikanische Label Touch and Go Records dazu, Wuhling für ein Album unter Vertrag zu nehmen. Wuhling nahm Extra 6 in einem Studio in Chicago auf, Produzent war Steve Albini. Extra 6 erschien im April 1997, Wuhling lösten sich bald darauf auf. Anne Rolfs trat ab 2009 zusammen mit dem Jazzdrummer Kevin Shea mit ihrem Projekt Allroh auf.
Die Musik von Wuhling steht zwischen Noise-Rock und Minimal Music. Während Gitarrenriffs, Harmonien und Einsatz von Verzerrern durchaus typisch für die Independent-Musik der 1990er im Stil von Yo La Tengo waren, gewinnt der Wuhling-Sound durch den monotonen und scheinbar distanzierten Gesang von Rolfs einen eigenen Stil. Der Reviewer von Spex bezeichnete 2009 in einem Rückblick Anne Rolfs als „Vokal-Perfektionistin“ und die Musik von Wuhling als „verstörenden Emotions-Rock mit Noise-Elementen“, der sich „zu einem bemerkenswert klaren Ganzen“ verbindet.

## Diskografie

### Alben
- 1996: Extra 6 (LP, CD USA-Release bei Touch & Go TG163, CD 1997 auch in Deutschland bei City Slang, 04980-2)
- 1996: Speed (EP, City Slang 04976-2)
- 1997: Spacebeige (CD, City Slang 04993-2)

### Singles
- 1994: Du bist so weit weg (7″-Single, Kitty-Yo KY 003, B-Seite Der Ort)
- 1996: Mondsound (Single, City Slang 04967-7, B-Seite Dimdedimde)